# Grutenhäuschen

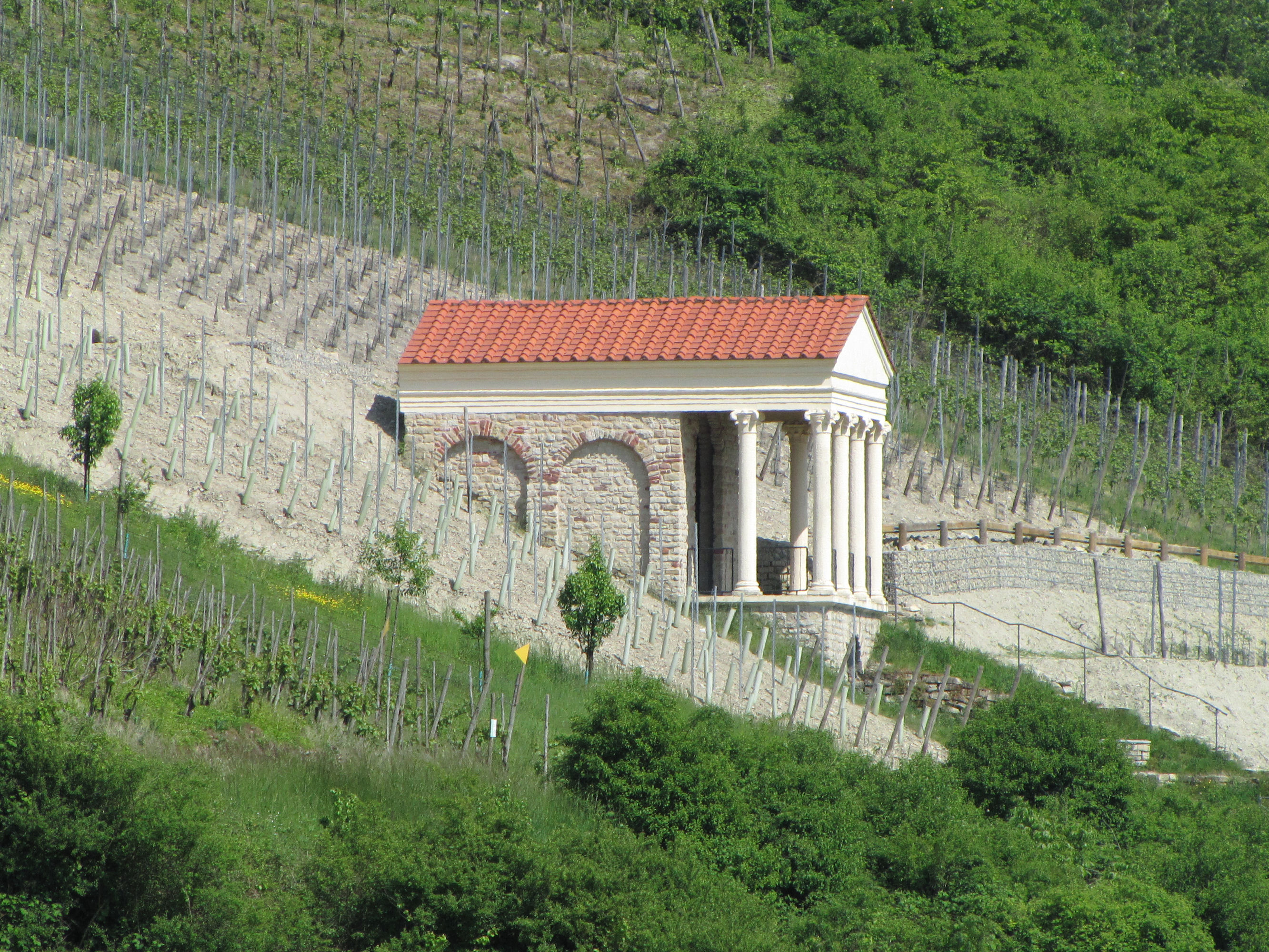
Das Grutenhäuschen im Weinberg bei Igel/Mosel gelegen

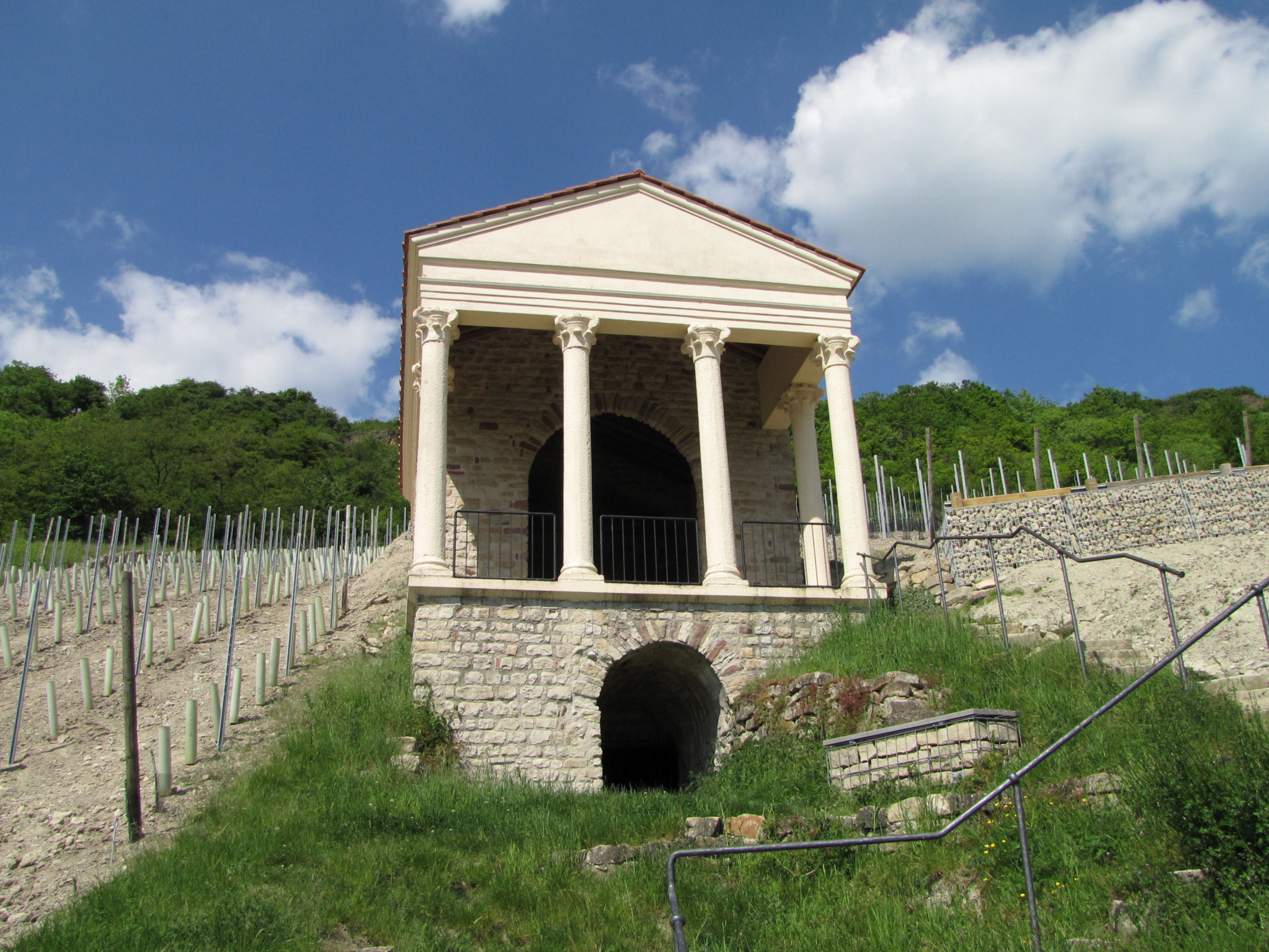
Das Grutenhäuschen

Das Grutenhäuschen ist ein teilrekonstruierter römischer Grabtempel, der sich in einem Weinberghang nahe der Gemeinde Igel in Rheinland-Pfalz an der Mosel befindet. Es wurde auf den Resten der ursprünglichen Grabkammer 1962 vom Rheinischen Landesmuseum Trier restauriert. 2001 wurden die oberen und vorderen Teile des ursprünglichen Tempels rekonstruiert.

## Geschichte
Der zweigeschossige Grabtempel wurde im 3./4. Jahrhundert errichtet, nachdem Augusta Treverorum (Trier) Kaiserresidenz geworden war. Unterhalb des Grutenhäuschens (Grut = Grotte) verlief entlang der Mosel die römische Straße nach Trier. In der Nähe wurden die Reste eines römischen Gebäudes entdeckt, die auf die Wohnstätte der Erbauer deuten. Das Untergeschoss besteht aus einem überwölbten Raum, in dem die steinernen Särge der Verstorbenen aufbewahrt wurden. Nachdem bisher die Verbrennung der Toten mit anschließender Urnenbestattung üblich gewesen war, kam bei Christen und Nicht-Christen ab der zweiten Hälfte des 3. Jahrhunderts die Körperbestattung in Gebrauch. Ein Beispiel für die bisher durchgeführten Urnenbestattungen ist die Igeler Säule, die sich unweit des Grutenhäuschens in Igel befindet. Über der Grabkammer befindet sich ein fast quadratischer Raum, der als Versammlungsstätte für Totengedenken genutzt wurde. Vom römischen Dichter Ausonius ist überliefert, dass der Lauf der Mosel mit prächtigen Villenanlagen gesäumt war, die zweifellos mit weiteren Begräbnisstätten ausgestattet waren.
Heute wird das Grutenhäuschen für Feste und standesamtliche Trauungen genutzt.

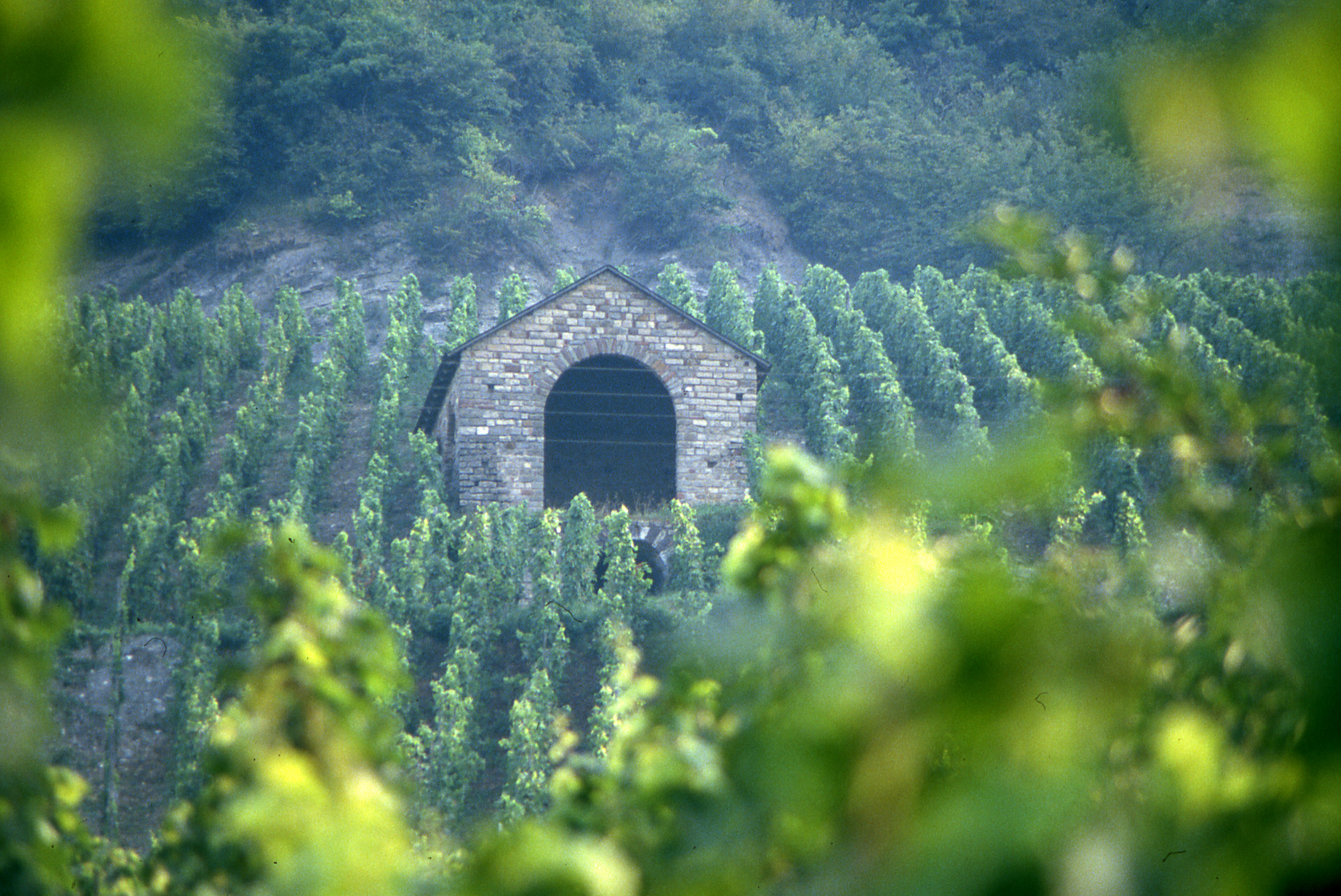
Das Grutenhäuschen vor der Rekonstruktion, Zustand 1985

## Denkmalschutz
Das Grutenhäuschen ist ein geschütztes Kulturdenkmal nach dem Denkmalschutzgesetz (DSchG) und in der Denkmalliste des Landes Rheinland-Pfalz eingetragen. Es liegt in der Gemarkung westlich des Ortes im Weinberghang.